# 杜秋娘
杜秋（生卒年不詳），資治通鑑稱杜仲陽，活躍於8世紀－9世紀間，後世多稱為「杜秋娘」，是唐代金陵人。
杜秋娘曾是歌妓，15歲時成了李錡的妾侍。元和二年（807年），李錡正式起兵造反。後來李錡造反失敗，杜秋被納入宮中。後受到唐憲宗寵幸。元和十五年（820年）唐穆宗即位，任命她為兒子李湊的傅姆。後來李湊被廢去漳王之位，杜秋賜歸故鄉。杜牧經過金陵時，看見她年老贫穷的景況，作了《杜秋娘詩》，其序簡述了杜秋娘的身世。
詩中附了一段注：「勸君莫惜金縷衣，勸君惜取少年時。花開堪折直須折，莫待無花空折枝。李錡常唱此辭。」並沒有說這首七絕是誰所作，但後世多歸入杜秋娘的作品，包括《唐詩三百首》。

## 外部連結
- 杜秋娘詩（并序） （页面存档备份，存于）
- 千古之谜杜秋娘